# Spanningskwaliteit

Frequentiestabiliteit in enkele andere landen.

Spanningskwaliteit heeft betrekking op het geleverde voltage, frequentie en sinusgolf van een elektrisch netwerk.
Goede spanningskwaliteit kan worden gedefinieerd als een stabiele spanning die zich binnen de gestelde grenzen bevindt. In Nederland is dit ongeveer 230 volt met een frequentie van 50 hertz. Er zijn normen die grenzen stellen aan de maximale afwijking om uitval of beschadiging aan apparatuur te voorkomen. Deze normen zijn vastgelegd als NEN-EN 50160.
Uit jaarlijkse metingen en rapporten blijkt dat de spanningskwaliteit in de Nederlandse elektriciteitsnetten van een hoog niveau is.

## Criteria

### Betrouwbaarheid
De betrouwbaarheid van de levering wordt uitgedrukt door de afwezigheid van langere toevoeronderbrekingen en is gerelateerd aan een bepaald verbindingspunt of gebied van het leveringsgebied. Hoe kleiner de uitval, hoe hoger de betrouwbaarheid.

### Spanningskwaliteit
De spanningskwaliteit is altijd gerelateerd aan een bepaald verbindingspunt, zoals een klantaansluiting, en is onderverdeeld in verschillende criteria, waarvan de belangrijkste de momentane waarde is van de effectieve netspanning binnen een vast tolerantiebereik rond de nominale spanning. Verder omvat de spanningskwaliteit slechts een minimale hoeveelheid flikkering, transiënten en harmonischen.

### Stabiliteit van de netfrequentie
Hoe groter een elektriciteitsnet en hoe beter energiecentrales kunnen worden bestuurd, hoe stabieler de netfrequentie binnen een tolerantiebereik kan worden gehouden. In de afbeelding hiernaast wordt het verloop van de netfrequentie en de afwijking daarvan over 48 uur weergegeven voor sommige regelzones, die allemaal rond de nominale waarde van 50 Hz schommelen. In het West- en Centraal-Europese netwerksysteem (UCTE) treden de kleinste afwijkingen op. Vaak zijn echter de afgelopen jaren frequentieverschuivingen waargenomen als gevolg van handel op de beurs, wanneer centrales de nieuwe vermogenswaarde bij elke uurwisseling beëindigen en niet langer continu het uitgangsvermogen van de belasting van de besturingszone aanpassen tijdens de vervolgbewerking.
In het Europese netwerksysteem worden frequentiefouten op de lange termijn gecompenseerd met behulp van een kwadratuurregeling, zodat de afwijking nooit groter is dan 1000 perioden.

## Afwijkingen
Afwijkingen in spanningskwaliteit kunnen zich uiten in de volgende kenmerken:
- Een stroompiek, ontstaat bij het inschakelen van een groot vermogen
- Een dip is het tegenovergestelde; het kwadratisch gemiddelde voltage is lager
- Snelle spanningswisselingen die zich uiten in korte flitsen van het lichtniveau, ook wel 'flikker' genoemd
- Harmonische vervorming, wanneer de golfvorm van 50 hertz vervormt
- Frequentiewisselingen, wanneer de wisselspanning hoger of lager dan 50 hertz ligt

## Noodstroomvoeding
Een noodstroomvoeding kan de spanningskwaliteit verbeteren. Bij goedkopere uitvoeringen wordt een sinusgolf met hogere frequentie en lagere amplitude boven op de harmonische geïmponeerd. Duurdere uitvoeringen converteren de wisselspanning naar gelijkspanning, gebruiken deze voor het opladen van de batterij, en modelleren opnieuw een wisselspanning van hogere kwaliteit aan de uitgang.
Elektronische filters kunnen ongewenste harmonischen verwijderen.